# Roger III av Sicilien

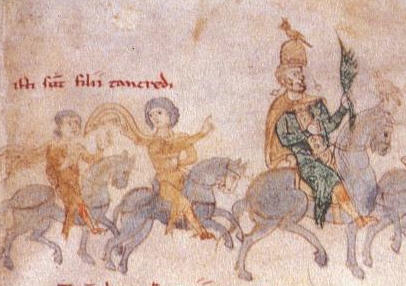
Roger III av Sicilien tillsammans med fadern och den yngre brodern Vilhelm III av Sicilien.

Roger III av Sicilien, född 1175, död 1193, var som medregent till sin far monark (kung) av Sicilien från 1192 till 1193. Han var son till Tankred av Sicilien och Sibylla av Acerra.